# 유라클
유라클(영어: Uracle Co., Ltd.)은 대한민국의 모바일 앱 개발 플랫폼 등 소프트웨어 개발 및 공급 기업이다.

## 역사
| 2001 | ㈜아이엠넷피아 법인 설립 국내 최초 증권용 PDA 솔루션 ‘ 모바일로＇출시 |
| 2002 | ‘모바일로’ 증권사 확대 농협, 우리은행 PDA 뱅킹 구축                   |
| 2003 | 모바일 증권거래 서비스 ‘모바일로‘ 특허 획득                           |
| 2004 | 우리은행, 하나은행, 농협 Chip 뱅킹 구축                               |
| 2005 | 대우증권 등 10개사 Chip 증권 구축                                     |
| 2007 | ‘유라클’로 사명 변경                                                  |
| 2008 | 대구은행 모바일 뱅킹 구축                                             |
| 2011 | 모피어스 하이브리드앱 (MADP) 출시                                     |
| 2013 | 모피어스 하이브리드앱 GS 인증 획득                                    |
| 2014 | 모피어스 푸시 출시 전자정부 표준 프레임워크 호환 레벨 2 획득          |
| 2015 | 일하기 좋은 SW기업 우수상 수상                                        |
| 2016 | 모피어스 콘텐츠 출시 SW 기업경쟁력 대상 IT/솔루션분야 최우수상 수상   |
| 2018 | 모피어스 웹 푸시 출시                                                 |
| 2019 | 모피어스 메시지 출시                                                  |
| 2021 | 모피어스 서베이 출시                                                  |
| 2023 | 모피어스 원 출시                                                      |
| 2025 | LG AI 연구원과 인공지능 사업 협력을 위한 파트너십 체결                |

## 제품
모피어스, 모피어스 푸시, 모피어스 UMS(통합 메시징 시스템), 모피어스 콘텐츠, 모피어스 쿠폰, 모피어스 서베이

## 오라클과 상표소송
2001년 아이엠넷피아란 사명으로 설립, 2007년 지금 상호로 변경하였으며 유라클은 ‘유비쿼터스’와 ‘미라클(miracle: 기적)’의 합성어다. 2010년 7월 미국 오라클은 유라클의 상표가 비슷해 소비자에게 혼동을 일으킬 수 있다며 부정경쟁행위 금지 청구 소송을 제기하였으나 오라클은 1심에서 졌고, 2011년 2심에서도 항소기각 판결을 받았으며, 대법원에서 최종 패소했다.

## 같이 보기
- 오라클